# 超惑星戰記ZERO
《超惑星戰記ZERO》是由Inti Creates製作於2017年3月3日發售的任天堂3DS、任天堂Switch平台動作遊戲，之後於2019年6月15日發售Windows版，2020年6月29日發售PlayStation 4版。本作是1988年Sunsoft的紅白機遊戲《超惑星戰記》之重製版。2019年3月21日在任天堂Switch平台發售續作《超惑星戰記ZERO 2》，同年11月29日發售Windows版。2021年7月29日發售第三作《超惑星戰記ZERO 3》。

## 故事
地球由於大規模戰爭和環境破壞導致冰河期來臨，迫使人類移居到地下。冰河期結束後人類開始復育環境成功回到地表居住，就在這段期間有個神秘彗星掉落到地球。數百年後傑森偶然發現神秘生物，傑森將他取名弗雷德（フレッド）並且要開始調查的時候卻不小心讓牠逃走了，傑森為了捕捉牠而來到地下時發現萬能戰鬥車輛「索非亞-III」（ソフィア-III），傑森便駕駛這台車在地底世界尋找弗雷德。

## 角色
傑森・弗拉德尼克（ジェイソン・フラドニック）
在機器人工學領域有名的天才少年。
伊芙（イヴ）
傑森在地底世界遇見的失憶少女，雖然失去大多記憶但卻能整備索非亞-III。

## 開發
最初Sunsoft邀請開發團隊製作，最初原本只有製作3DS版。但是在開發進度達到50%的時候，由於Inti Creates決定配合與任天堂Switch同日發售，在長達六個月的開發期間用剩餘兩個月時間開發完成NS版。

## 外部連結
- 官方網站（繁體中文）
- 超惑星戰記ZERO的X（前Twitter）（日語）